# Berechja ben Natronai ha-Nakdan
Berechja ben Natronai ha-Nakdan (Berekhia ben Natronai ha-Naqdan) war ein jüdischer Fabeldichter im 12. und 13. Jahrhundert, sein Hauptwerk sind die Mischlè schualim (Fuchsfabeln), 107 Stücke in Reimprosa, die Unterhaltung mit Belehrung verbinden und in der Tradition Äsops stehen.

## Ausgaben
- Erstdruck Padua 1557
- mit Holzschnitten von Leo Michelson, 1921